# 光の絵画
光の絵画(ひかりのかいが)とは、ハンセン病隔離政策が行われていた間、国立療養所菊池恵楓園(以下菊池恵楓園)に隔離されていた患者が描いた絵画の作品群である。2002年にアトリエを訪ねた南嶌宏が作品群を見て「光の絵画だ」と言ったことが名前の由来となっている。

## 概要
日本では1907年かららい予防法が廃止される1996年までの間、ハンセン病を患った人は療養所に隔離されていた。隔離された人は家族や故郷との縁が絶たれ、他の人が送っていた生活ができなくなった。熊本県合志市にあった菊池恵楓園も患者を隔離していた施設の一つである。
1953年、菊池恵楓園に15人ほどの「金曜会」という絵画クラブが結成された。毎週金曜日に集まることが名前の由来だが、「つらくても、あの太陽のように明るく」とメンバーの一人である吉山安彦が提案したことで「金陽会」に改められた。
金陽会の作品には、菊池恵楓園に近い阿蘇の山々や園内の風景が描かれた。また、木下今朝義が描いた「遠足」のように隔離される前の記憶や故郷の風景、離ればなれの家族が描かれていたものもあった。

## その後
描いていた人が亡くなっても遺品である絵を受け取る家族がいなかったため、焼き捨てられるのはやるせないと感じた吉山は絵を集め始めた。
2002年、美術評論家の南嶌宏が療養所のアトリエにある作品群に「光の絵画だ」と言い、同行していた学芸員の蔵座江美が作品の背景を聞き、保存を進めるようになった。
絵の中には地元の家族に療養所から送られたものもあり、2018年に奥井喜美直のふるさとである奄美大島で作品が展示されていたとき、奥井の妹が療養所から送られたという白いダリアの絵を手に訪れていた。
2021年11月現在、関東や関西、九州などで約20回の展覧会が開かれている。
金陽会のメンバーのうち、2021年11月現在でも絵を書き続けているのは吉山だけとなっている。吉山は、絵は生きるために描いたとし、偏見や差別はいけないものであったと分かってほしいとコメントしている。